# Scardust (formație)
Scardust (în ebraică סקארדאסט) este o formație de progressive metal formată în 2013, în Ramat Gan, Israel. Trupa a fost înființată sub numele Somnia și și-a schimbat denumirea în anul 2015, după ce componenții ei au aflat că altcineva activa deja sub această denumire.

## Istoric
În 2013, solista vocală Noa Gruman și pianistul și compozitorul Orr Didi au pus bazele unui duet numit Somnia, cu scopul de a pune în scenă o operă rock scrisă de amândoi, „Gates of Dawn”. Ei au pregătit aranjamentele pentru o înregistrare care urma să cuprindă o orchestră simfonică, un cor și o formație heavy-metal. Gruman și Didi au înregistrat și un demo într-un studio particular, dar nu există până în prezent o înregistrare profesională a acestui proiect. Totuși, un single intitulat Betrayal este disponibil pe canalul YouTube al trupei Somnia.

### Somnia
Spre sfârșitul lui 2013, bateristul Yoav Weinberg și basistul Yanai Avnet s-au alăturat duetului, care a devenit o formație completă. Chitaristul Yadin Moyal și claviaturistul Lior Goldberg au fost cooptați la începutul anului 2014, în timp ce primul produs al trupei, EP-ul Shadow, era aproape gata. Acesta a fost înregistrat la Cast Iron Studios și lansat pe 15 februarie 2015, însă doar în format digital, sub formă de fișiere FLAC sau mp3. Orr Didi s-a ocupat de compoziție, versuri și aranjamente. În afara unor solo-uri de chitară clasică și a unor claviaturi adiționale, el nu s-a implicat în orchestrație.
EP-ul cuprinde patru piese, Tantibus, Shards - Pt I: Birds, Shards - Pt II: Shadow și Shards - Pt III: Gravity, compuse de Orr Didi și Noa Gruman, în timp ce versurile îi aparțin lui Orr Didi. La înregistrare a mai participat un cor alcătuit din Yarden Gruman, Ita Mar, Shani Gruman și Carmel Cohen.
După lansarea EP-ului, membrii trupei au aflat că altcineva deține drepturile de autor pentru numele „Somnia”, așa că au redenumit formația Scardust.

### Scardust
În octombrie 2015, Scardust au participat la festivalul Melodic Alliance, desfășurat la clubul Gagarin din Tel Aviv, Israel, alături de Elvenking, Switchblade, Airborn și formații israeliene precum Desert sau Stormy Atmosphere. În decembrie 2015 au fost capul de afiș al unui concert desfășurat la Tel Aviv și intitulat „The SCARDUST Epic Experience”. Toate biletele au fost vândute, iar trupa a oferit un recital lung și a cântat pe scenă alături de un cor.
În 2016, Scardust au început preproducția primului lor album de studio, iar în luna iunie au participat, alături de Prey for Nothing, la un alt concert la care au fost cap de afiș. În august 2016, Scardust au deschis concertul Symphony X din Tel Aviv. În toamna anului 2016, într-o acțiune de strângere de fonduri pentru viitorul album, ei au produs un concert acustic pe care l-au interpretat de două ori. Între aceste concerte Scardust au început producția finală în studio a primului lor album, pentru înregistrarea căruia, în aprilie 2017, au demarat o campanie de strângere de fonduri. Pe 14 iunie 2017, trupa a cântat în deschidere la Epica în Tel Aviv, într-un concert sold-out.
Albumul de debut, Sands of Time, a fost lansat pe 13 iulie 2017, într-un concert în fața unei audiențe de circa 500 de persoane. Albumul conține 10 piese, două din ele fiind colaborări cu Kobi Farhi de la Orphaned Land și Jake E de la Amaranthe, și a fost primit cu entuziasm de critica de specialitate.
Subsecvent lansării albumului, trupa a filmat trei videoclipuri, ultimul dintre ele, Queen of Insanity, regizat de Lev Kerzhner, fiind publicat pe YouTube pe 16 iunie 2018. Pe 15 iulie 2018, Scardust vor concerta în sala Musik & Frieden din Berlin, în cadrul evenimentului „Sandstorm over Berlin”.

## Componență
| Membri actuali - Noa Gruman – voce (2013–prezent) - Yadin Moyal – chitare (2014–prezent) - Yanai Avnet – bas (2015–prezent) - Yoav Weinberg – tobe, percuție (2015–prezent) - Itai Portugaly – claviaturi (2017–prezent) | Foști membri - Orr Didi – claviaturi (2013–2014) - Lior Goldberg – claviaturi (2014–2016) - Alex Nicola – claviaturi (2016–2017) |

## Discografie

### Somnia

#### EP-uri
| Titlu                            | Informații despre EP                                                |
| -------------------------------- | ------------------------------------------------------------------- |
| Shadow (disponibil doar digital) | - Lansat: 15 februarie 2015 - Produs de Somnia - Formate: FLAC, mp3 |

### Scardust

#### Albume de studio
| Titlu         | Informații despre album                                               |
| ------------- | --------------------------------------------------------------------- |
| Sands of Time | - Lansat: 13 iulie 2017 - Produs de Scardust - Formate: CD, FLAC, mp3 |

### Videoclipuri
| An   | Titlu               | Regizor(i)   | Album         |
| ---- | ------------------- | ------------ | ------------- |
| 2015 | „Tantibus”          | Noa Gruman   | Shadow        |
| 2017 | „Arrowhead”         | Noa Gruman   | Sands of Time |
| 2018 | „Sands of Time”     | All4Band     | Sands of Time |
| 2018 | „Queen of Insanity” | Lev Kerzhner | Sands of Time |